# Ђераћ
Ђераћ је насеље у Србији у општини Лучани у Моравичком округу. Према попису из 2022. било је 32 становника.

## Демографија
У насељу Ђераћ живи 63 пунолетна становника, а просечна старост становништва износи 42,0 година (44,2 код мушкараца и 40,1 код жена). У насељу има 29 домаћинстава, а просечан број чланова по домаћинству је 2,62.
Ово насеље је углавном насељено Србима (према попису из 2002. године).
|  |

| Демографија | Демографија | Демографија |
| Година      | Становника  | Становника  |
| ----------- | ----------- | ----------- |
| 1948.       | 118         |             |
| 1953.       | 174         |             |
| 1961.       | 201         |             |
| 1971.       | 248         |             |
| 1981.       | 208         |             |
| 1991.       | 91          | 85          |
| 2002.       | 76          | 76          |
| 2011.       | 48          |             |

| Етнички састав према попису из 2002.‍ | Етнички састав према попису из 2002.‍ | Етнички састав према попису из 2002.‍ | Етнички састав према попису из 2002.‍ | Етнички састав према попису из 2002.‍ |
| ------------------------------------ | ------------------------------------ | ------------------------------------ | ------------------------------------ | ------------------------------------ |
|                                      |                                      |                                      |                                      |                                      |
| Срби                                 | Срби                                 |                                      | 60                                   | 78,94%                               |
| непознато                            | непознато                            |                                      | 15                                   | 19,73%                               |

| Година пописа     | 1948. | 1953. | 1961. | 1971. | 1981. | 1991. | 2002. |
| ----------------- | ----- | ----- | ----- | ----- | ----- | ----- | ----- |
| Број домаћинстава | 20    | 30    | 43    | 62    | 57    | 21    | 29    |

| Број чланова      | 1 | 2  | 3 | 4 | 5 | 6 | 7 | 8 | 9 | 10 и више | Просек |
| ----------------- | - | -- | - | - | - | - | - | - | - | --------- | ------ |
| Број домаћинстава | 5 | 10 | 5 | 9 | 0 | 0 | 0 | 0 | 0 | 0         | 2,62   |

| Пол    | Укупно | Неожењен/Неудата | Ожењен/Удата | Удовац/Удовица | Разведен/Разведена | Непознато |
| ------ | ------ | ---------------- | ------------ | -------------- | ------------------ | --------- |
| Мушки  | 30     | 6                | 22           | 1              | 1                  | 0         |
| Женски | 37     | 9                | 22           | 5              | 1                  | 0         |
| УКУПНО | 67     | 15               | 44           | 6              | 2                  | 0         |

| Пол    | Укупно                    | Пољопривреда, лов и шумарство | Рибарство                            | Вађење руде и камена | Прерађивачка индустрија       |
| ------ | ------------------------- | ----------------------------- | ------------------------------------ | -------------------- | ----------------------------- |
| Мушки  | 16                        | 2                             | 0                                    | 0                    | 9                             |
| Женски | 11                        | 1                             | 0                                    | 0                    | 3                             |
| УКУПНО | 27                        | 3                             | 0                                    | 0                    | 12                            |
| Пол    | Производња и снабдевање   | Грађевинарство                | Трговина                             | Хотели и ресторани   | Саобраћај, складиштење и везе |
| Мушки  | 3                         | 0                             | 0                                    | 0                    | 0                             |
| Женски | 0                         | 1                             | 2                                    | 0                    | 0                             |
| УКУПНО | 3                         | 1                             | 2                                    | 0                    | 0                             |
| Пол    | Финансијско посредовање   | Некретнине                    | Државна управа и одбрана             | Образовање           | Здравствени и социјални рад   |
| Мушки  | 0                         | 1                             | 1                                    | 0                    | 0                             |
| Женски | 0                         | 2                             | 0                                    | 0                    | 0                             |
| УКУПНО | 0                         | 3                             | 1                                    | 0                    | 0                             |
| Пол    | Остале услужне активности | Приватна домаћинства          | Екстериторијалне организације и тела | Непознато            | Непознато                     |
| Мушки  | 0                         | 0                             | 0                                    | 0                    | 0                             |
| Женски | 0                         | 0                             | 0                                    | 2                    | 2                             |
| УКУПНО | 0                         | 0                             | 0                                    | 2                    | 2                             |